# Aurelio (músico)
Aurelio Martínez Suazo (Plaplaya, Gracias a Dios, Honduras, 25 de septiembre de 1969-Roatán, Islas de la Bahía, 17 de marzo de 2025), también conocido por su nombre de pila Aurelio, fue un músico y político hondureño de origen garífuna. Su disco "Laru Beya" (2011) fue el más aclamado y considerado uno de los mejores discos de América Latina. 

## Vida
A la par de su carrera musical, Martínez fue diputado en 2008 en el Congreso Nacional de Honduras, siendo el primer garífuna en llegar a ese organismo.

## Muerte
Martínez y otras 12 personas murieron en la isla de Roatán el 17 de marzo de 2025, después de que el vuelo 018 de LANHSA, el avión en el que viajaba, se saliera de la pista del Aeropuerto Internacional Juan Manuel Gálvez y cayera al mar. Tenía 55 años.

## Discografía
- 2017: Darandi (Real World Records / Stonetree Records)
- 2014: Lándini (Real World Records / Stonetree Records)
- 2011: Laru Beya (Real World Records / Stonetree Records)
- 2004: Garifuna Soul (Stonetree Records)
- 1995: Songs of the Garifuna: Lita Ariran (JVC World Sounds)